# Mumbang Jaya
Mumbang Jaya is een bestuurslaag in het regentschap Lampung Timur van de provincie Lampung, Indonesië. Mumbang Jaya telt 2863 inwoners (volkstelling 2010).